# Sedat Yüce
Sedat Yüce (* 1976 in Izmir) ist ein türkischer Sänger, Trompeter und Musikproduzent.

## Leben und Wirken
Yüce studierte Trompete am Konservatorium Izmir; daneben war er als Jazz- und Popmusiker tätig. Er hatte bereits zweimal an der türkischen Vorauswahl zum Eurovision Song Contest teilgenommen, 1996 und 1999, aber 2001 ging er als Sieger hervor und durfte daher die Türkei beim Eurovision Song Contest 2001 in Kopenhagen vertreten. Mit der Ballade Sevgiliye Son erreichte er den elften Platz.

## Diskografie

### Singles
- 2001: Sevgiliye Son